# Ołogoszcz Mała
Ołogoszcz Mała – jezioro na Równinie Drawskiej, położone w województwie lubuskim, w powiecie strzelecko-drezdeneckim, w gminie Dobiegniew.

## Położenie i opis
Jezioro położone jest w północno-wschodniej części powiatu strzelecko-drezdeneckiego, na Równinie Drawskiej. W pobliżu północnego brzegu jeziora znajduje się wieś Wołogoszcz. Kilkaset metrów na północ od akwenu położone jest dużo większe jezioro Słowie, a nieco bliżej, ale na północny zachód jezioro Ołogoszcz Wielka.
Według Mapy Podziału Hydrograficznego Polski akwen leży na terenie zlewni ósmego poziomu Dopływ z jez. Wołogoszcz Duża od jez. Włogoszcz Duża do ujścia. Identyfikator MPHP to 18888969.

## Hydronimia
Jezioro pojawia się w źródłach w 1936 roku jako Kl. Mühlen-See, a następnie Kl. Mühlen See — Ołogoszcz Mała (1949), J. Wołogoszcz Mały (1977), Wołogoszcz Mała (2006). Państwowy rejestr nazw geograficznych jako nazwę urzędową akwenu podaje Ołogoszcz Mała, wymieniając nazwy oboczne Wołogoszcz Mały i Wołogoszcz Mała.

## Morfometria
Według danych Instytutu Rybactwa Śródlądowego powierzchnia zwierciadła wody jeziora wynosi 6,1 ha. A. Choiński, poprzez planimetrowanie na mapach 1:50 000, określił wielkość jeziora na 5 ha. 
Średnia głębokość zbiornika wodnego to 2,9 m, a maksymalna to 5,6 m. Objętość jeziora wynosi 179,3 tys. m³. Według Katalogu Jezior Polski (red. A. Choiński, 2006) lustro wody znajduje się na wysokości 52,0 m n.p.m., natomiast według numerycznego modelu terenu udostępnionego przez Geoportal 51,5 m n.p.m.

## Zagospodarowanie
Administratorem wód jeziora jest Regionalny Zarząd Gospodarki Wodnej w Bydgoszczy. Utworzył on obwód rybacki, który obejmuje wody jeziora Wołogoszcz Mały (Obwód rybacki jeziora Wołogoszcz Mały na cieku bez nazwy w zlewni cieku Mierzęcka Struga – Nr 2).

## Ochrona środowiska
Jezioro znajduje się na obszarze chronionym w ramach programu Natura 2000 o nazwie Lasy Puszczy nad Drawą oraz na obszarze chronionego krajobrazu Puszcza Drawska.